# Elephantomyia (Elephantomyia) krivosheinae
Elephantomyia (Elephantomyia) krivosheinae is een tweevleugelige uit de familie steltmuggen (Limoniidae). De soort komt voor in het Palearctisch gebied.